# یارشنیک
یارشنیک (به صربی: Jarešnik) یک منطقهٔ مسکونی در صربستان است که در بوسیلگراد واقع شده‌است. یارشنیک ۹۶ نفر جمعیت دارد.